# Болешковиці (Мисліборський повіт)
Болешковиці (пол. Boleszkowice, нім. Fürstenfelde) — село в Польщі, у гміні Болешковиці Мисліборського повіту Західнопоморського воєводства.
Населення — 1405 осіб (2011).
У 1975-1998 роках село належало до Гожовського воєводства.

## Демографія
Демографічна структура станом на 31 березня 2011 року:
|          | Загалом | Допрацездатний вік | Працездатний вік | Постпрацездатний вік |
| -------- | ------- | ------------------ | ---------------- | -------------------- |
| Чоловіки | 721     | 151                | 514              | 56                   |
| Жінки    | 684     | 138                | 427              | 119                  |
| Разом    | 1405    | 289                | 941              | 175                  |